# Louis Judicis
Louis Judicis de Mirandol, né le 24 novembre 1816 à Saint-Brieuc et mort le 24 août 1893 à Fontainebleau, est un journaliste littéraire, dramaturge et romancier français.

## Biographie
Fils de Pierre-Hippolyte et de Louise-Marguerite Machard, Judicis a été chef de division à la Préfecture de la Seine (1870), tout en collaborant à des journaux et revues littéraires. Il a donné, en 1860, une traduction en vers et prose de La Consolation de la philosophie de Boèce qui a été remarquée.

Outre un certain nombre de pièces de théâtre qui ont eu un très grand succès, il a donné des romans. Il a beaucoup écrit en collaboration avec l’acteur et dramaturge François-Alphonse Arnault. Son principal succès a été les Cosaques, surtout en raison de ses couplets patriotiques, le Retour du Soldat, musique de Léon Fossey, que les orgues de Barbarie ont vulgarisée à l’époque et dont le refrain était :
Quand l’étranger ose envahir la France

Il faut danser à la voix du canon.
Il semble n’avoir plus rien produit pour le théâtre après la mort de son collaborateur.
Il a écrit divers ouvrages sous le nom de Paul Lagarde. Il était membre de la Société des auteurs et compositeurs dramatiques et chevalier de la Légion d’honneur.

## Œuvre

### Théâtre
- Les Pâques véronaises, avec François-Alphonse Arnault, théâtre de l'Odéon, en 1848 ; reprises au théâtre de l’Ambigu, 1852.
- Sur la Gouttière, comédie-vaudeville en 1 acte, avec Arnault, théâtre des Délassements-Comiques, en 1848.
- Les Cosaques, avec Arnault, drame en cinq actes et neuf tableaux, théâtre de la Gaîté, le 24 novembre 1853.
- Constantinople, avec Arnault, théâtre du Cirque, 1854.
- Les Aventures de Mandrin, mélodrame en 5 actes et 10 tableaux, avec Arnault, musique de Léon Fossey, théâtre de la Gaîté, 1856.
- La Veille de Marengo, avec Arnault, théâtre de la Gaité, 1859.
- La Peau de chagrin, drame fantastique en cinq actes et sept tableaux, théâtre de l’Ambigu, 6 septembre 1851.
- Viens gentille dame !…, comédie vaudeville en un acte, avec Louis Lagarde, théâtre des Délassements-Comiques, 24 juin 1852.
- Amour et Caprice, comédie en un acte en vers, avec Albert Blanquet, théâtre de l’Odéon, 18 septembre 1854.
- La Vielle de Marengo, drame en 6 actes et 7 tableaux, avec Alphonse Arnault et J. Delahaye, musique de Léon Fossey, théâtre de la Gaîté, 9 juin 1859.
- Marguerite et Bouton-d'Or, vaudeville en 1 acte, avec Louis Lagarde, Paris, théâtre des Délassements-Comiques, 25 février 1854.

### Romans
- Frère et Sœur, 1852, in-8°.
- L’Homme de minuit, 1857, 4 vol., en collaboration avec Étienne Énault.
- La Folle d’Apremont, 1881, in-16.
- L’Homme de minuit, avec Étienne Énault, Paris, F. Roy, [s.d.], 216 p., in-8°.
- Taillade, Paris, Raçon, [s.d.], in-8°.
- Le Vagabond, avec Étienne Énault, L. de Potter, 1859.
- Mémoires d'un enfant de troupe : épisodes de la guerre franco-allemande, Paris, A. Lemerre, 1873 , 259 p., 19 cm.
- Mon oncle Bouffard, vaudeville en 1 acte, avec Arnault, théâtre de la Gaîté, 10 septembre 1857.

### Traduction
- Consolation de Philosophie de Boèce : traduction nouvelle en prose et en vers de De consolatione philosophiae, avec le texte en regard et accompagnée d'une introduction et de notes, Paris, L. Hachette, 1861, lxxix-408, 1 vol. in-8° (lire en ligne).